# Kirche Zarrentin

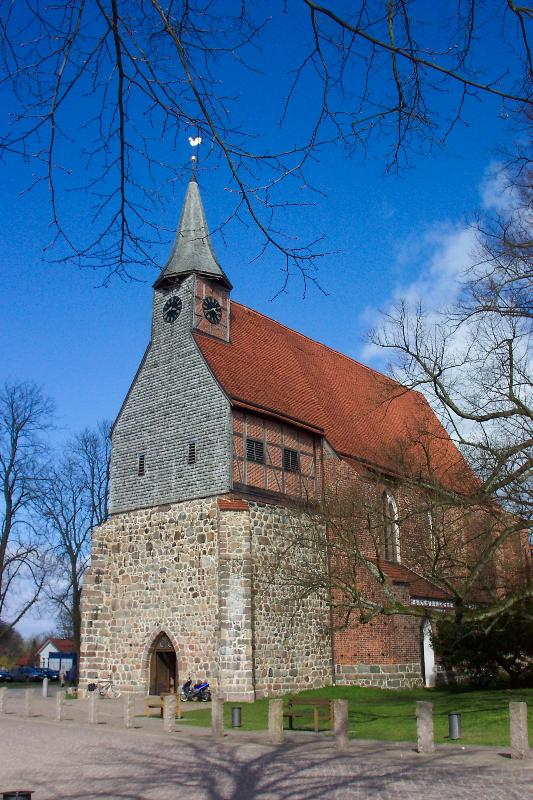
Kirche Zarrentin Westseite mit Turm (2008)

Die Kirche Zarrentin ist eine gotische Pfarrkirche und ehemalige Klosterkirche im historischen Stadtkern von Zarrentin am Schaalsee im Landkreis Ludwigslust-Parchim in Mecklenburg-Vorpommern. Die Kirchengemeinde gehört zur Propstei Parchim im Kirchenkreis Mecklenburg der Evangelisch-Lutherischen Kirche in Norddeutschland (Nordkirche).
Das Gebäude steht unter Denkmalschutz.

## Geschichte
Als Zarrentin 1194 erstmals urkundlich erwähnt wurde, war es schon ein deutsches Pfarrdorf. Die romanische Feldstein- und Backsteinkirche im Bistum Ratzeburg war in der ersten Hälfte des 13. Jahrhunderts Dorfkirche. Ort und Kirche wurden zusammen auch 1230 im Ratzeburger Zehntregister erwähnt.
1227 kam Zarrentin an die Grafschaft Schwerin. Um 1250 wurde das Kloster Zarrentin als Zisterzienserinnenkloster gegründet. Die Pfarrkirche wurde nun auch – so wie beim Kloster Rehna in Rehna – zur Klosterkirche.
Das romanische Feldsteinmauerwerk des quadratischen Chores stammt aus den 1230/40er Jahren. Um 1300/10 wurde der Chor mit Backsteinmauerwerk erhöht. Der Chor hat heute eine Flachdecke. An den Chorwänden befinden sich stark restaurierte, szenische Wandmalereien aus der zweiten Hälfte des 14. Jahrhunderts, die Christus als Weltenrichter, die Marienkrönung, Kain und Abel, die Opferung Isaaks sowie einige Heilige zeigen.
1460 wurde unter Verwendung von Teilen der alten Kirche mit Ablassmitteln das heutige gotische Langhaus aus Backsteinen errichtet.
1552 wurde das Nonnenkloster aufgehoben und die Kirche war wieder die Pfarrkirche des Ortes.

## Baubeschreibung

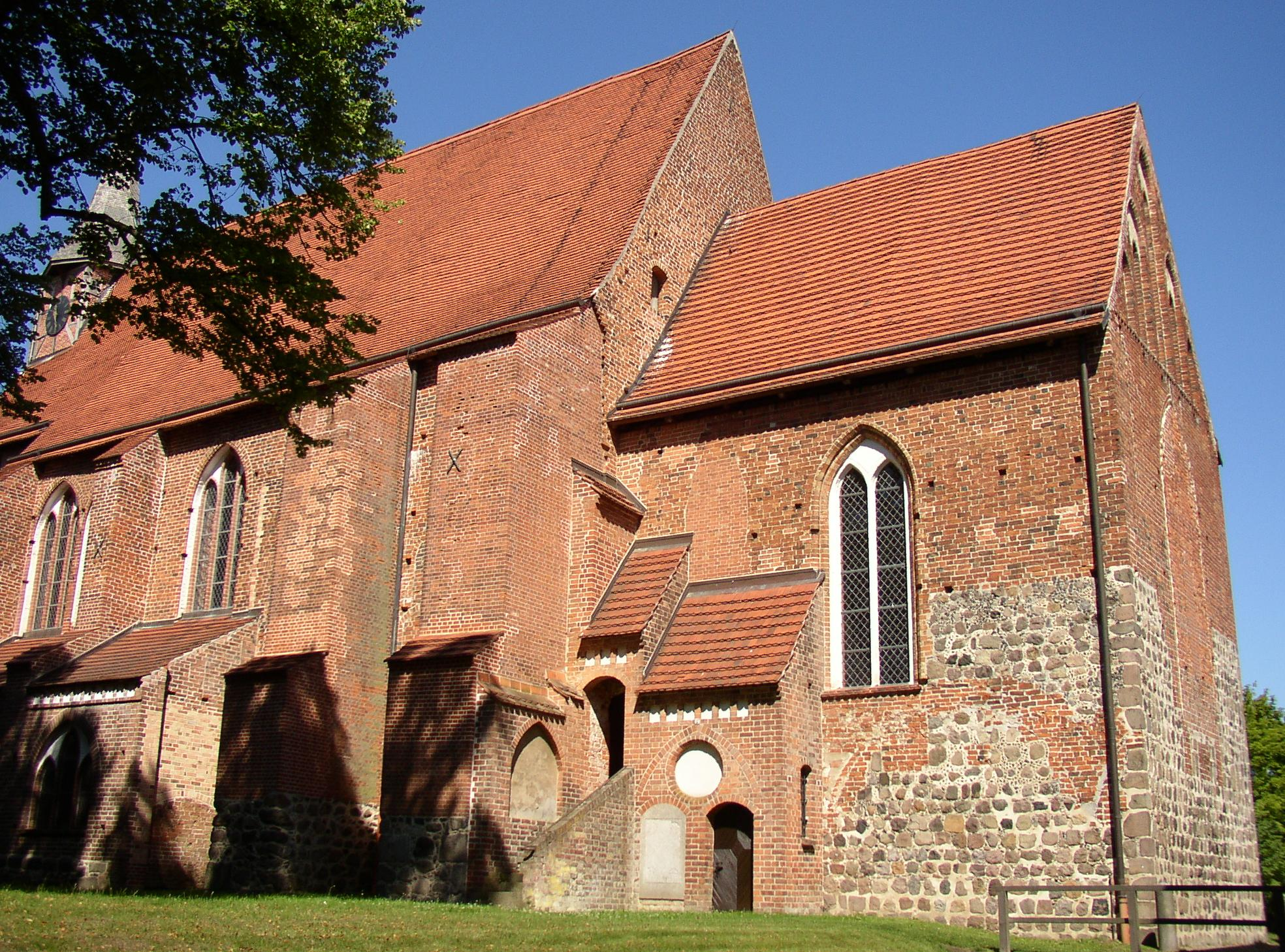
Kirche Zarrentin, Südseite

Das heute einschiffige Langhaus mit seinen drei rechteckigen Jochen hat abgetreppte Strebepfeiler und dazwischen Kapellen. Die „busigen“ Kreuzrippengewölbe werden auf Konsolen abgefangen. An der Nordseite finden sich in jedem Joch zwei dreiteilige, gotische Fenster. Das spitzbogige Portal ist auch abgetreppt. Ein steiles Satteldach schließt die Kirche.
Erst 1672 wurde der Westturm fertiggestellt. Im Turm sind Teile aus dem 13. und 14. Jahrhundert enthalten. Das heutige Obergeschoss des Turmes stammt aus dem 18. Jahrhundert und besteht aus einer Fachwerkkonstruktion, die an der Westseite mit Holzschindeln verschalt ist und mit dem durchgehenden Satteldach des Langhauses überdacht ist. Lediglich der kleine, in Art eines Dachreiters aufgesetzte quadratische Uhren-Turmaufsatz, der durch einen achteckigen Turmhelm abgeschlossen wird, weist auf den Turmcharakter hin.

### Innenausstattung

#### Altar

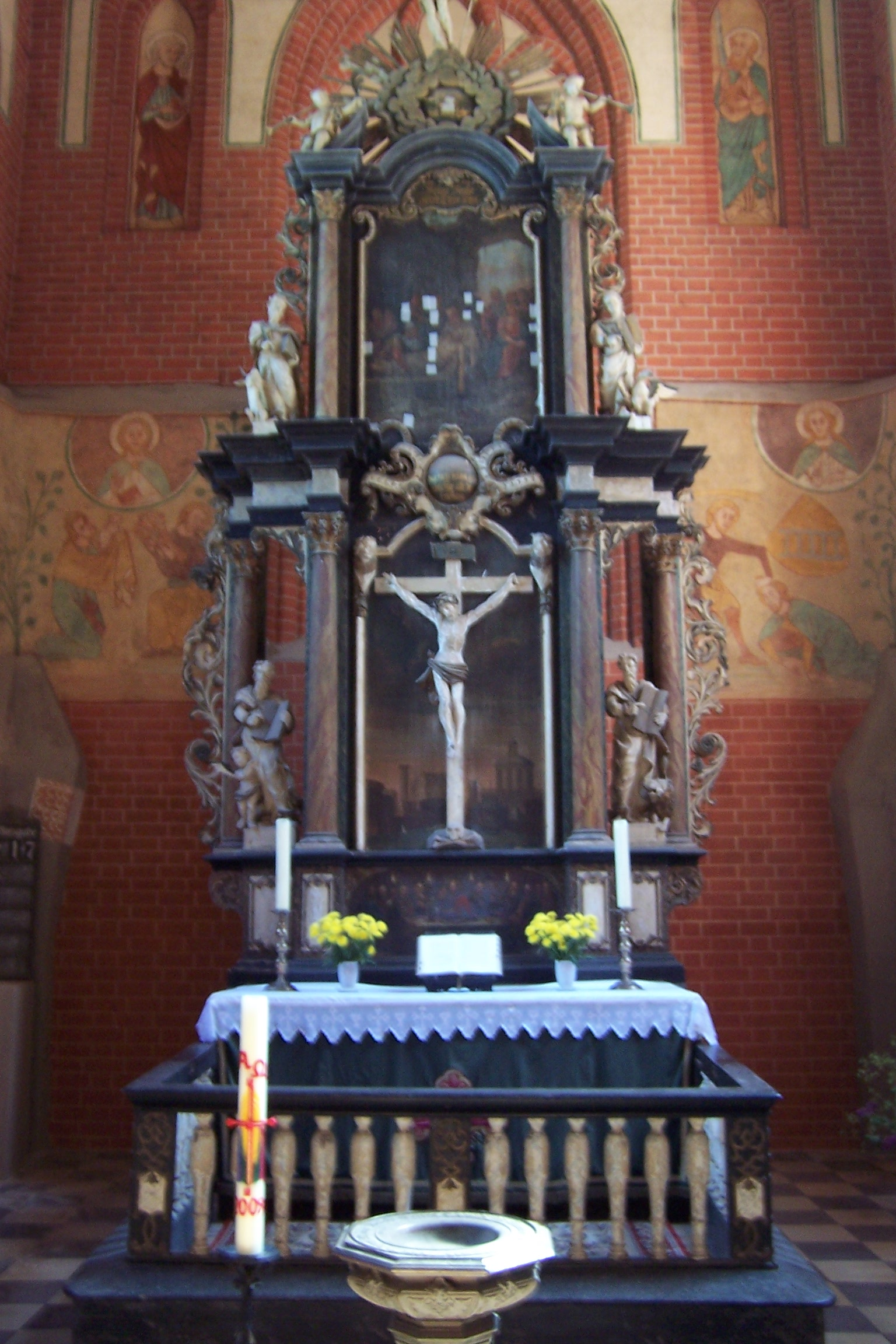
Altar von 1733

Der große, hölzerne Altaraufsatz von Heinrich Johann Bülle stammt aus dem Jahr 1733. Dargestellt werden Christus, ein Kruzifix, Säulen mit korinthischen Kapitellen und Schnitzfiguren der Evangelisten. Die Gemälde sind von I. A. Maschmann. Sie zeigen in der Predella das Abendmahl sowie die Grablegung Christi und Architekturszenen im Oberteil.

#### Kanzel
Die hölzerne Kanzel aus der Werkstatt Benedikt Dreyers mit den Reliefs des Bildschnitzers Jakob Reyge stammt aus dem Jahr 1533/34. Das nur drei Jahre nach Durchführung der Reformation in Lübeck entstandene Kunstwerk ist eines der ältesten und bedeutendsten Bildwerke der Reformationszeit in Norddeutschland. Sie wurde 1699 aus der Lübecker Marienkirche erworben. Die später von Jochim Wernecke hinzugefügte Tür ist mit Intarsien geschmückt. Die Brüstungen des Kanzelkorbes zeigen fünf Schnitzreliefs von dem Dreyer-Schüler Jakob Reyge aus dem Jahr 1533/34. Die Reliefs zeigen in protestantischer Auffassung Abbildungen von Christus, Moses, Johannes dem Täufer, Christus und den Aposteln sowie Christus und den falschen Propheten. Die neuere Kunstwissenschaft stellt die Mitwirkung Jakob Reyges über die strukturellen Teile hinaus in Zweifel und sieht die künstlerisch gestalteten Teile der Kanzel als Werk Dreyers.

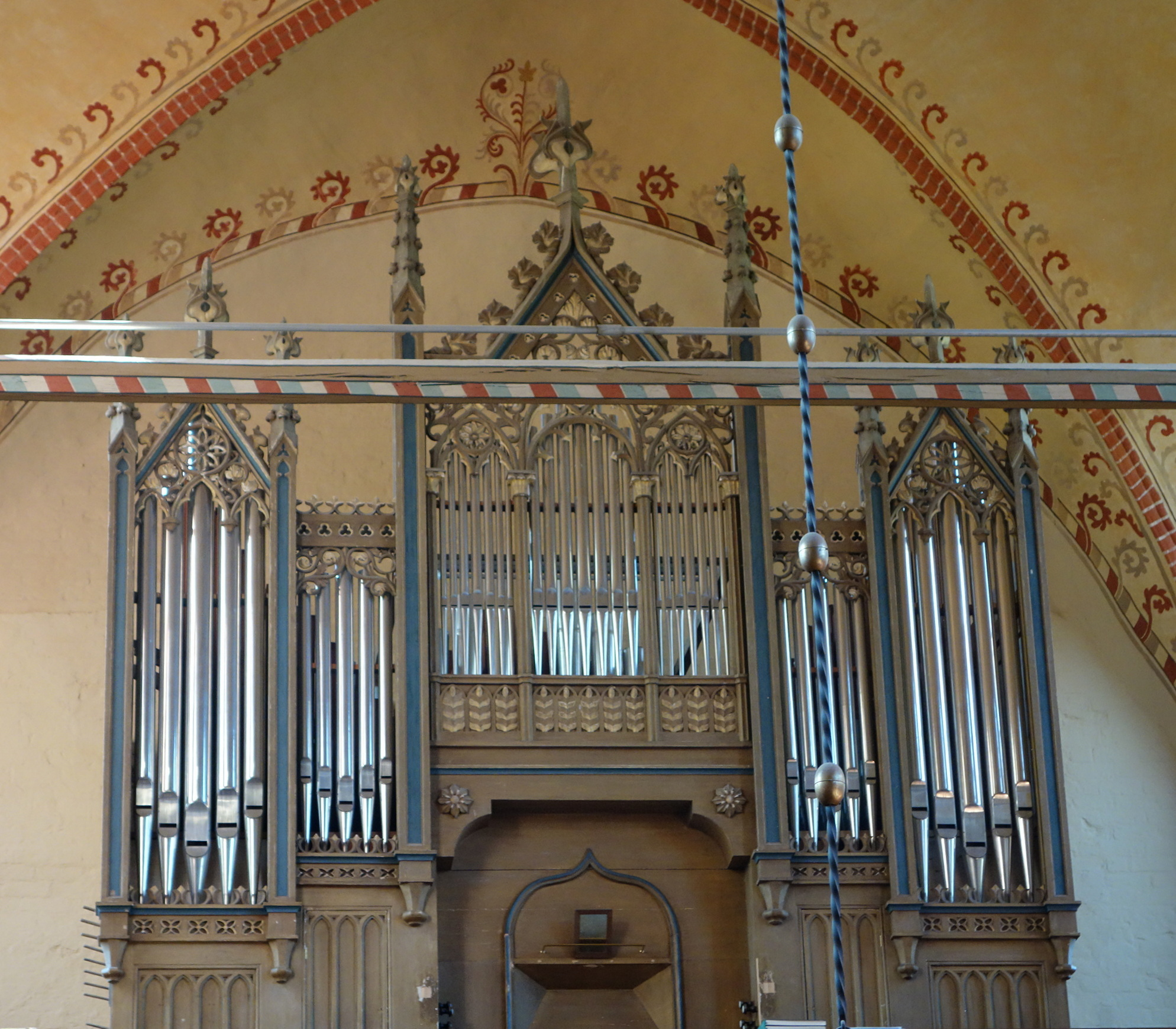
Orgel von 1844

#### Orgel
Die Orgel mit 19 Registern auf zwei Manualen und Pedal wurde 1844 durch den Thüringer Orgelbauer Friedrich Wilhelm Winzer gebaut, der ab 1840 in Wismar eine eigene Werkstatt gegründet hatte.

#### Weiteres
Weiterhin gibt es noch Figuren aus einem Schnitzaltar aus der zweiten Hälfte des 15. Jahrhunderts und zwar vier weibliche Heilige, Gottvater sowie die Apostel Petrus und Paulus.
Die spätgotischen, wappengeschmückten Grabsteine von Konventualinnen (adligen Nonnen) des Klosters stammen von 1455 und 1521.